# Król lew (film 1994)
Król lew (ang. The Lion King) – amerykański animowany dramat filmowy z elementami musicalu z 1994 roku, wyprodukowany przez Walt Disney Feature Animation, na rynku międzynarodowym dystrybuowany przez Buena Vista Pictures Distribution pod szyldem Walt Disney Pictures. Jego reżyserami byli debiutujący w tej roli Roger Allers i Rob Minkoff, producentem Don Hahn, a scenarzystami Irene Mecchi, Jonathan Roberts i Linda Woolverton. Głosów postaciom w wersji angielskiej użyczyli m.in. Matthew Broderick, James Earl Jones, Jeremy Irons, Whoopi Goldberg, Cheech Marin i Rowan Atkinson, zaś w polskiej – Wiktor Zborowski, Marek Barbasiewicz, Krzysztof Tyniec i Emilian Kamiński. Piosenki we współpracy z tekściarzem Timem Rice’em napisał Elton John, a ścieżkę dźwiękową skomponował Hans Zimmer. Jedną z głównych inspiracji do stworzenia filmu była afrykańska fauna. Scenariusz w dużej mierze opiera się na Hamlecie Williama Shakespeare’a, jednak scenarzyści inspirowali się także chociażby biblijnymi opowieściami o Józefie i Mojżeszu. Król lew opowiada historię Simby – młodego lwa i następcy tronu uciekającego ze swojego królestwa uważając, że odpowiada za śmierć ojca. Ten w rzeczywistości został zamordowany przez jego stryja, który pozbywszy się innych pretendentów przejmuje władzę. Po latach dorastania na wygnaniu Simba wraca w rodzinne strony, żeby rzucić wyzwanie uzurpatorowi i zakończyć jego tyrańskie rządy.
Pomysł na film narodził się na przełomie lat 80. i 90. XX wieku, a prace nad nim rozpoczęto na początku lat 90. Pierwotnie Króla lwa nie planowano jako musicalu – twórcy skłaniali się raczej ku stylistyce niby-dokumentalnej. Początkowo na reżysera wybrano George’a Scribnera, do którego niedługo później dołączył Allers. Scribner ostatecznie porzucił projekt, nie zgadzając się z Allersem, Hahnem i Chapmanem optującymi za tym, żeby film był musicalem; w kwietniu 1992 zastąpił go Minkoff. W ramach przygotowań do prac nad Królem lwem twórcy odwiedzili Kenię, żeby zapoznać się z tamtejszą fauną i krajobrazem.
Światowa premiera filmu odbyła się 12 czerwca 1994. Po premierze spotkał się z powszechnie pozytywnym odbiorem ze strony recenzentów, chwalących przede wszystkim muzykę, historię i animację. Podczas pierwszej dystrybucji kinowej Król lew zarobił na całym świecie 763 mln USD, stając się najbardziej kasowym filmem 1994 i drugim wówczas najbardziej dochodowym filmem w historii – po Jurassic Parku (1993). Do czasu premiery Gdzie jest Nemo? (2003) pozostawał najbardziej dochodową animacją wszech czasów; do 2024 pozostaje najbardziej dochodowym filmem animowanym tradycyjnymi technikami i najlepiej sprzedającym się filmem na wideokasetach (ponad 55 mln egzemplarzy). Nagrodzony dwoma Oscarami i Złotym Globem, uważany za jeden z najwybitniejszych filmów animowanych w dziejach.
Ogromna popularność filmu przyczyniła się do powstania licznych utworów pochodnych, takich jak musicalowa adaptacja wystawiana na Broadwayu (nieprzerwanie od 1997); przeznaczone bezpośrednio na rynek domowy kontynuacje – Król lew II: Czas Simby (1998) i Król lew 3: Hakuna matata (2004); dwa telewizyjne seriale animowane – Timon i Pumba (1995–1999) i Lwia Straż (2016–2019); oraz opracowanego techniką komputerową fotorealistycznego remake’u (2019), który także został najbardziej dochodową animacją w historii. W 2016 Biblioteka Kongresu wpisała Króla lwa na listę filmów budujących dziedzictwo kulturalne Stanów Zjednoczonych jako produkcję „znaczącą pod względem kulturowym, historycznym lub estetycznym”. Król lew był pierwszą produkcją Disneya zdubbingowaną na zulu – poza egipską odmianą arabskiego jedyny język używany w Afryce, na który wytwórnia kiedykolwiek przetłumaczyła swój film.

## Obsada
- Matthew Broderick (dialogi) i Joseph Williams (śpiew) / Paweł Tucholski[6] jako Simba(inne języki) – syn Mufasy i Sarabi, prawowity następca tronu Lwiej Ziemi
  - Jonathan Taylor Thomas (dialogi), Jason Weaver (śpiew) / Michał Mech jako młody Simba
  - Evan Saucedo / Marek Molak jako młody Simba w „Porannym raporcie”[7][8]
- Jeremy Irons / Marek Barbasiewicz jako Skaza(inne języki) – żądny władzy młodszy brat Mufasy
- James Earl Jones / Wiktor Zborowski jako Mufasa(inne języki) – ojciec Simby i brat Skazy, król Lwiej Ziemi
- Moira Kelly (dialogi) i Sally Dworsky (śpiew) / Krystyna Tyszkiewicz jako Nala(inne języki) – przyjaciółka, a następnie partnerka Simby 
  - Niketa Calame (dialogi), Laura William (śpiew) / Urszula Janowska jako młoda Nala[9]
- Nathan Lane / Krzysztof Tyniec jako Timon(inne języki) – dowcipna i egocentryczna dwunożna surykatka szara, przyjaciel Pumby
- Ernie Sabella / Emilian Kamiński jako Pumba(inne języki) – naiwny guziec cierpiący na wzdęcia, przyjaciel Timona
- Robert Guillaume / Jacek Czyż jako Rafiki(inne języki) – sędziwy mandryl barwnolicy, szaman Lwiej Ziemi i doradca Mufasy
- Rowan Atkinson / Tadeusz Borowski jako Zazu(inne języki) – dzioborożec, majordomus Mufasy
  - Jeff Bennett jako Zazu w „Porannym raporcie”[7]
- Madge Sinclair / Maria Reif jako królowa Sarabi(inne języki) – partnerka Mufasy i matka Simby, przywódczyni grupy lwic odpowiedzialnych za polowanie
- stado trzech hien cętkowanych, domniemanych „przyjaciół” Skazy zaangażowanych w spisek przeciwko Mufasie i Simbie:
  - Whoopi Goldberg / Miriam Aleksandrowicz jako Shenzi(inne języki) – pyskata i porywcza przywódczyni stada
  - Cheech Marin / Marek Frąckowiak jako Banzai(inne języki) – członek tria mający skłonność do przesadnego narzekania, agresywny po sprowokowaniu
  - Jim Cummings jako Ed(inne języki) – nieprzesadnie inteligentna, nie potrafiąca mówić hiena porozumiewająca się wyłącznie poprzez śmiech
    - Cummings użyczył głosu również kretowi rozmawiającemu z Zazu i śpiewającemu niektóre wersy „Przyjdzie czas”, zagłuszając tym Skazę[10]
- Zoe Leader jako Sarafina – matka Nali

## Fabuła
Źródła: scenariusz filmu, Lion King Education, SuperSummary
Na położonej w Tanzanii Lwiej Ziemi żyje stado lwów, którego władca zamieszkuje Lwią Skałę. W otwierającej film scenie Rafiki prezentuje zgromadzonym na uroczystości zwierzętom Simbę, pierworodnego syna Mufasy i Sarabi, co nie podoba się marzącemu o władzy Skazie. Jakiś czas później Mufasa pokazuje starszemu już Simbie królestwo, którym będzie władał po jego śmierci, zakazując wychodzić poza jego granice. Wyjaśnia mu także, jaka odpowiedzialność ciąży na królach oraz jak działa łączący wszystkie żywe istoty „krąg życia”. Skaza manipuluje bratankiem, który wraz z Nalą zapuszcza się na cmentarzysko słoni poza granicami Lwiej Ziemi. Lwiątka próbują zabić współpracujące ze Skazą hieny, zostają jednak uratowane przez Mufasę, którego o zagrożeniu poinformował Zazu. Mufasa – chociaż zawiedziony tym, że Simba zignorował jego polecenia i naraził przyjaciółkę – wybacza mu i mówi, że zmarli lwi królowie obserwują ich z nieba, a pewnego dnia on będzie spoglądał stamtąd na Simbę. Skaza odwiedza hieny i przekonuje je, żeby pomogły mu zabić Mufasę i Simbę, w zamian obiecując prawo do nieograniczonego polowania na Lwiej Ziemi.
Skaza wabi Simbę do wąwozu i daje sygnał hienom, które spędzają w kierunku lwiątka duże stado gnu. Skaza informuje o niebezpieczeństwie Mufasę, któremu udaje się uratować syna, ale podczas próby ucieczki zostaje strącony do wąwozu przez brata i stratowany przez rozpędzone zwierzęta. Skaza przekonuje bratanka, że to on odpowiada za śmierć ojca, pod płaszczykiem zatroskania nakazując mu dla własnego bezpieczeństwa opuścić królestwo i nigdy nie wracać. Wysyła za nim hieny, tym jednak nie udaje się zabić Simby, który ostatecznie ucieka. Skaza – nieświadomy tego, że jego bratanek przeżył – informuje stado, że gnu stratowały Mufasę i Simbę, ogłasza się królem i pozwala hienom polować na Lwiej Ziemi.
Simbę ratują Timon i Pumba, który przygarniają go i wychowują, ucząc żyć według motta „hakuna matata” (w suahilii: „nie martw się”, „żadnych zmartwień”). Kilka lat później dorosły Simba ratuje przyjaciół przed wygłodniałą lwicą, którą okazuje się Nala. Simba i Nala zakochują się w sobie, a Nala próbuje przekonać Simbę, żeby wrócił do Lwiej Ziemi, która pod rządami Skazy zamieniła się w jałowe pustkowie. Simba odmawia, wciąż obwiniając się o śmierć ojca. Próbując uciec przed odpowiedzialnością spotyka Rafikiego twierdzącego, że żyje w nim duch Mufasy. Na nocnym niebie widzi ducha ojca nakazującego zająć należne mu miejsce jako władcy. Za namową Rafikiego – doradzającego, żeby wyciągnął naukę z przeszłości zamiast przed nią uciekać – Simba postanawia wrócić do domu.
Z pomocą przyjaciół zakrada się na Lwią Skałę i konfrontuje ze Skazą, publicznie oskarżającym go o zamordowanie Mufasy. Na ucho wyjawia mu jednak, że to on zabił jego ojca, co rozsierdza Simbę, który zmusza stryja do wyjawienia prawdy. Wywiązuje się walka, podczas której Skaza próbuje uciec, zostaje jednak powstrzymany przez Simbę. Zwisając ze skraju Lwiej Skały błaga bratanka o litość, zrzucając całą winę na hieny. Simba postanawia go oszczędzić i nakazuje opuścić Lwią Ziemię, jednak Skaza odmawia i atakuje bratanka. Zostaje pokonany przez bratanka i strącony ze skały, a chociaż udaje mu się przeżyć, rozszarpują go hieny, które zdradził, żeby ratować własną skórę
Po pozbyciu się Skazy i hien Simba zostaje królem, a Nala jego królową. Jakiś czas później Lwia Ziemia ponownie staje się zdatna do życia, a Rafiki przedstawia zgromadzonym zwierzętom potomkinię Simby i Nali, dzięki której zachowany zostaje krąg życia.

## Produkcja

### Rozwój projektu
Kwestia genezy Króla lwa pozostaje dyskusyjna. Według Charliego Finka, ówczesnego wiceprezesa ds. kreatywnych w Walt Disney Feature Animation, to on miał przedstawić w 1988 producentom Jeffreyowi Katzenbergowi, Royowi E. Disneyowi i Peterowi Schneiderowi pomysł na „Bambiego w Afryce” ze lwami w rolach głównych. Zdaniem Finka pomysł początkowo nie spodobał się Katzenbergowi, który miał jednak zachęcić go, żeby wraz ze scenarzystami znalazł wyjaśnienie tego, w jaki sposób lwy miałyby przysłużyć się innym zwierzętom zjadając je. Według innej wersji wstępny pomysł na Króla lwa narodził się podczas rozmowy Katzenberga, Roya E. Disneya i Schneidera podczas ich podróży do Europy, gdzie promowali jeden z filmów wytwórni. W pewnym momencie producenci mieli poruszyć temat historii rozgrywającej się w Afryce, który – jak przekonywał Katzenberg – natychmiast podchwycił. Stwierdził także, że to on zdecydował o tym, żeby w filmie poruszono motywy wchodzenia w dorosłość i śmierci oraz dodano wątki związane z kwestiami, które znał z autopsji (np. próby wejścia w politykę); ostatecznie stwierdził, że „Król lew jest w niewielkiej części filmem o mnie samym”.
11 października 1988 z Finkiem i Royem E. Disneyem spotkał się Thomas M. Disch, twórca m.in. noweli Dzielnego małego tostera (1980), żeby omówić ewentualne pomysły na film. W ciągu miesiąca napisał dziewięciostronicowy szkic historii zatytułowanej Król Kalahari. W 1989 własne propozycje napisało kilku pracowników Disneya, w tym m.in. Jenny Tripp, Tim Disney, Valerie West i Miguel Tejada-Flores. W zarysie fabuły autorstwa Tripp, datowanym na 2 marca 1989, głównym bohaterem filmu miałby być lew Simba, który po oddzieleniu się od stada zostaje przygarnięty przez pawiana Kwashiego i mangustę Mabu, a następnie wychowany wśród pawianów. Ostatecznie miałby powrócić do swojego stada pokonawszy złego szakala Ndogo. W tym samym roku Fink zatrudnił do napisania wstępnego zarysu historii swojego znajomego, scenarzystę J.T. Allena. Wcześniej obaj kilkukrotnie odwiedzali zoo w Los Angeles, żeby podpatrzeć zachowania zwierząt, które mogłyby znaleźć się w filmie. 19 stycznia 1990 Allen zakończył pisanie scenariusza zatytułowanego Król lew, jednak Fink, Katzenberg i Roy E. Disney uznali, że powinni zaangażować bardziej doświadczonego scenarzystę. Zwrócili się z propozycją do Ronalda Bassa, niedługo wcześniej nagrodzonego Oscarem za najlepszy scenariusz oryginalny do Rain Mana (1988). Ze względu na inne zobowiązania zawodowe Bass nie mógł osobiście zająć się przepisaniem scenariusza, zgodził się jednak nadzorować proces poprawiania go. Prace nad nową jego wersją autorstwa Allena i Bassa, zatytułowaną Król bestii, zakończono 23 maja 1990.
Niedługo później do projektu dołączyła Linda Woolverton, jedna ze współautorek Pięknej i Bestii (1991), która w ciągu roku napisała kilka wstępnych wersji scenariusza Króla bestii, przemianowanego następnie na Króla dżungli. Historia napisana przez Woolverton różniła się znacząco od ostatecznej – jej fabuła koncentrowała się na walce lwów i pawianów, w której Skaza był przywódcą pawianów, Rafiki gepardem grzywiastym, a Timon i Pumba znajomymi Simby z dzieciństwa. Sam Simba po opuszczeniu królestwa za sprawą manipulacji Skazy miał się stać „leniwą, niechlujną i okropną postacią”, obaloną po osiągnięciu pełnoletności. W 1990 producent Thomas Schumacher, który zakończył właśnie nad Bernardem i Bianką w krainie kangurów (1990), postanowił zaangażować się w projekt, ponieważ – jak stwierdził – „lwy są super”. Spodobał mu się także scenariusz Króla dżungli, który uznał za „coś na wzór animowanego programu specjalnego na National Geographic”.
Początkowo na reżysera wybrano George’a Scribnera, który dopiero co zrealizował dla Disneya Olivera i spółkę (1989), a niedługo później dołączył do niego Roger Allers – jeden ze współautorów historii do Pięknej i Bestii. Allers pracował przy projekcie ze Scribnerem i Woolverton, opuszczając zespół na krótko, żeby pomóc przepisać scenariusz do Aladyna (1992). Powróciwszy po ośmiu miesiącach przyłączył do zespołu autorkę materiałów do scenariuszy Brendę Chapman i scenografa Chrisa Sandersa. W październiku 1991 kilka kluczowych dla przedsięwzięcia osób – w tym Allers, Scribner, Chapman, Sanders i projektantka postaci Lisa Keene – odwiedzili kenijski Park Narodowy Hell’s Gate, żeby zapoznać się z tamtejszym krajobrazem i znaleźć inspiracje dla scenografii. Po pół roku Scribner postanowił zrezygnować z udziału w projekcie, nie zgadzając się z Allersem i producentami, którzy zdecydowali, że Król lew będzie musicalem, podczas gdy w jego wizji miała to być produkcja niby-dokumentalna, koncentrująca się przede wszystkim na aspekcie natury zwierząt. W kwietniu 1992 na miejsce Scribnera zatrudniono Roba Minkoffa.
Po tym, jak Schumachera awansowano na wiceprezesa ds. rozwoju w Walt Disney Feature Animation, producentem Króla lwa został Don Hahn. Po zapoznaniu się ze scenariuszem stwierdził, że jest zbyt nieskładny i brakuje w nim wyraźnego motywu przewodniego, a ustaliwszy, że powinno być nim „pożegnanie z dzieciństwem i konieczność stawienia czoła prawdziwemu światu”, poprosił o naniesienie kolejnych poprawek. Allers, Minkoff, Chapman i Hahn przepisali scenariusz w ciągu dwóch tygodni, angażując jako konsultantów reżyserów Kirka Wise’a i Gary’ego Trousdale’a, którzy dopiero co zakończyli prace nad Piękną i Bestią. Jednym z pomysłów, które narodziły się podczas tej serii spotkań, był powrót Mufasy pod postacią ducha. Allers zmodyfikował także postać Rafikiego, zamieniając go z przesadnie poważnego doradcy w zbzikowanego szamana. Ponieważ – jak uświadomili sobie twórcy – akcja filmu miała rozgrywać się nie w dżungli, a na sawannie, tytuł zmieniono z Króla dżungli na Króla lew. Ponieważ według scenarzystów perspektywa zagrożenia ze strony kogoś bliskiego wydawała się bardziej interesująca niż zagrożenie z zewnątrz, postanowiono, że Mufasa i Skaza będą braćmi. Allers i Minkoff przedstawili zmieniony scenariusz Katzenbergowi i Michaelowi Eisnerowi; Eisner stwierdził, że historia „może czerpać jeszcze więcej z Shakespeare’a” i zasugerował, żeby oprzeć ją na kanwie Króla Leara. Nie zgodziła się z nim kierowniczka produkcji Maureen Donley, uznając, że fabuła i tak zbyt mocno przypominała już Hamleta. Według Allersa Katzenberg – poznawszy opinię Donley – polecił twórcom, żeby „wcisnęli [do scenariusza] tyle Hamleta, ile się da”. Ci uznali takie podejście za nazbyt wymuszone, woląc zamiast tego znaleźć inne archetypy bohaterów, do których mogli by nawiązać, ostatecznie decydując się m.in. na Józefa i Mojżesza z Biblii.
Król lew był jedną z pierwszych pełnometrażowych animacji Disneya, na potrzeby której scenarzyści studia stworzyli własne postacie. Chociaż w momencie rozpoczęcia prac nad Królem lwem, będącym trzydziestą drugą pełnometrażową animacją w kanonie wytwórni, ta działała już od kilkudziesięciu lat, to większość jej wcześniejszych produkcji oparta była na książkach – np. Księga dżungli (1967), Piotruś Pan (1953) – albo ludowych podaniach i legendach, np. Robin Hood (1973) czy Miecz w kamieniu (1963). Wcześniej scenarzyści Disneya zaledwie sześciokrotnie – w przypadku Fantazji (1940), Saludos amigos (1942), Trzech caballeros (1944), Make Mine Music (1946), Kolorowych melodii (1948) oraz Bernarda i Bianki w krainie kangurów – napisali postacie i fabuły nieoparte na istniejących już utworach. Poza Biblią i Hamletem twórcy czerpali też z mniej znanych dramatów Shakespeare’a, chociażby z pierwszej i drugiej części Henryka IV. W pewnym momencie projekt opuściła Woolverton, woląca zaangażować się w broadwayowską adaptację Pięknej i Bestii, do której napisała libretto. Poszukując zastępstwa za nią Allers i Mikoff rozpatrywali kandydatury wielu scenarzystów, w tym m.in. Billy’ego Boba Thorntona i Jossa Whedona. Latem 1992 ostatecznie zdecydowali się na zatrudnienie Irene Mecchi, do której jakiś czas później dołączył Jonathan Roberts. We dwoje odpowiadali za weryfikację i poprawę dotychczasowego scenariusza, w ramach czego m.in. rozwiązali problemy ze scenami, które nie budziły oczekiwanych emocji, oraz dodali komediowe wątki związane z Pumbą, Timonem i hienami.
Na autora tekstów piosenek wybrano brytyjskiego tekściarza Tima Rice’a. Ten współpracował blisko ze scenarzystami, co najmniej raz w miesiącu przylatując do Kalifornii, żeby spotkać się z nimi i upewnić, że napisane przez niego piosenki wpasowują się w scenariusz filmu i służą celom narracyjnym, rozwijając opowiadaną historię i posuwając ją do przodu. Słowa piosenek Rice’a – do pewnego stopnia zmienione przed zakończeniem prac nad Królem lwem – były przypięte do jego scenorysów. Według animatora Andreasa Dejy scenarzyści zmieniali dialogi tak często, że wielokrotnie konieczne było animowanie całych scen lub dużych ich fragmentów całkowicie od nowa. Ze względu na liczne zmiany w scenariuszu filmu nie ukończono w pierwotnie zakładanym przez Disneya terminie, tj. na premierę okolicach Dnia Dziękczynienia 1993, a jego miejsce w kalendarzu premier wytwórni zajęło Miasteczko Halloween (1993). Według Hahna przesunięcie premiery Króla lwa na lato 1994 spotkało się „z dużym niepokojem wielu osób, według których animacje nie powinny być wprowadzane do kin o tej porze roku”.

### Reżyseria obsady
Wybierając aktorów głosowych twórcy kierowali się zasadą, że powinni pasować do postaci i w jakiś sposób je wzbogacać. Chociażby Jamesa Earla Jonesa obsadzono ze względu na to, że zdaniem reżyserów miał „potężny” głos przywodzący na myśl ryk lwa. Jones stwierdził po premierze filmu, że na przestrzeni kilkuletniego cyklu produkcyjnego Mufasa „z czasem coraz bardziej przeradzał się z wielkiego króla w głupkowatego ojca”.
Nathan Lane ubiegał się o rolę Zazu, a Ernie Sabella jednej z hien. Obu aktorów – występujących wówczas na Broadwayu w musicalu Guys and Dolls – zaproszono na wspólne nagranie, żeby sprawdzić, jak wypadną jako hieny. Reżyser obsady, setnie rozbawiony ich występem, postanowił obsadzić ich jako Timona i Pumbę. Postacie hien Banzaia i Shenziego napisano jako pretekst do ponownego spotkania skłóconych Cheecha i Chonga. Chociaż Cheech Marin zgodził się zdubbingować Banzaia, twórcom nie udało się zaangażować Tommy’ego Chonga. Zainteresowanie udziałem w filmie wyraziła Whoopi Goldberg, a studio zgodziło się powierzyć jej nieobsadzoną rolę Shenzi, zmieniając przy okazji jej płeć. Angielski duet komików Vica Reevesa i Boba Mortimera przesłuchiwano do ról pary niepojawiających się w ostatecznej wersji tamiini. Według Mortimera producenci Króla lwa chcieli obsadzić ich filmie, jednak i jemu, i Reveesowi nie podobała się „korporacyjna otoczka” przedsięwzięcia, toteż zrezygnowali z udziału w projekcie. Rowan Atkinson początkowo odmówił zagrania Zazu, ponieważ, jak stwierdził później: „Nigdy wcześniej nie podkładałem głosu i nie lubię tego. Jeśli jestem z czegokolwiek znany, to z charakterystycznej mowy ciała i mimiki, więc [dubbingowanie animowanej postaci] wydawało mi się bez sensu”. Współpracujący z nim przy Jasiu Fasoli (1990–1995) Robin Driscoll przekonał go do przyjęcia roli, a Atkinson przyznał po latach, że ostatecznie Król lew okazał się „naprawdę wyjątkowym filmem”.
Matthew Brodericka jako dorosłego Simbę obsadzono już na wczesnym etapie produkcji. Broderick podczas rozciągniętych na okres trzech lat sesji nagraniowych tylko raz występował przed mikrofonem w towarzystwie innego aktora, a o tym, że Nalę dubbingowała Moira Kelly dowiedział się dopiero podczas uroczystej premiery filmu. Do zagrania Skazy rozważano wielu angielskich aktorów, m.in. Tima Curry’ego, Malcolma McDowella, Alana Rickmana, Patricka Stewarta i Iana McKellena; ostatecznie rolę powierzono innemu Anglikowi, Jeremy’emu Ironsowi. Ten początkowo odrzucił propozycję, czując się niekomfortowo z tym, że miałby wystąpić w musicalu i komedii bezpośrednio po tym, jak zagrał Clausa von Bülowa w dramacie sądowym Druga prawda (1990). Występ Ironsa w tym filmie zainspirował twórców Króla lwa do zawarcia w scenariuszu nawiązań do postaci von Bülowa, chociażby poprzez dodanie kojarzonego z nim zdania „You have no idea”. Deja obejrzał Drugą prawdę i Skazę (1992), żeby nadać dubbingowanej przez aktora postaci charakterystycznej dla niego mimiki.

### Animacja
Ze względu na ryzyko, jakie chcieliśmy podjąć, Króla lwa uważano za mało znaczący filmik. Ogólny zarys prezentował się następująco: lwiątko zostaje wrobione przez stryja w morderstwo, a w tle leci muzyka Eltona Johna. Ludzie mówili: »Że co? Powodzenia, to się nie uda«. Ale z jakiegoś powodu osoby, którzy dołączyły do projektu, były bardzo weń zaangażowane i zmotywowane.

Proces produkcji Króla lwa zbiegł się w czasie z pracami nad Pocahontas (1995). Większość animatorów Walt Disney Feature Animation zdecydowała się dołączyć do drugiego z wymienionych przedsięwzięć, uważając je za bardziej prestiżowe i mające większe szanse na odniesienie sukcesu. Wiele osób odpowiedzialnych za kreację świata przedstawionego nie pokładało przesadnej wiary w powodzenie projektu. Chapman stwierdziła, że opierała się i nie chciała zaangażować się w prace nad filmem ze względu na „niespecjalnie dobry scenariusz”, a Burny Mattinson – inny autor materiałów do scenariusza – miał powiedzieć swojemu znajomemu, późniejszemu prezesowi Pixara Joemu Ranftowi, że „nie wie, kto w ogóle chciałby toto obejrzeć”. Większość animatorów nadzorujących przebieg produkcji Króla lwa albo po raz pierwszy pełniła taką funkcję, albo nie była zainteresowana animowaniem postaci zwierzęcych. Za nadanie osobowości głównym bohaterom filmu, a jemu samemu odpowiedniego tonu, odpowiadało trzynastu animatorów kluczowych z Kalifornii i Florydy, w tym m.in. Mark Henn odpowiedzialny za młodego Simbę, Ruben A. Aquino (dorosły Simba), Andreas Deja (Skaza), Aaron Blaise (młoda Nala), Anthony DeRosa (dorosła Nala) i Tony Fucile (Mufasa). Blisko dwadzieścia minut filmu, w tym sekwencję do piosenki „Strasznie już być tym królem chcę”, zanimowano w Disney-MGM Studios. Nad Królem lwem pracowało łącznie ponad sześciuset artystów – rysowników, animatorów czy techników. Na kilka tygodni przed premierą filmu wskutek trzęsienia ziemi w Northridge zamknięto studio w Kalifornii, a zatrudnieni w nim animatorzy kończyli pracę zdalnie.
Podobnie jak w przypadku Bambiego, animatorzy postaci za wzorzec wzięli sposób poruszania prawdziwych zwierząt. W studiu kilkukrotnie gościł Jim Fowler, uznany amerykański zoolog, doradzający twórcom odnośnie do zachowań lwów i innych stworzeń zamieszkujących sawannę, żeby ci mogli jak najbardziej realistycznie oddać ich ruchy. Animatorzy obserwowali także zwierzęta z zoo w Miami. Lwią Ziemię zaprojektowano na wzór odwiedzonego przez twórców kenijskiego parku narodowego. Chcąc odróżnić Króla lwa od typowych produkcji przedstawiających faunę i florę Afryki twórcy zastosowali różne ogniskowe i odległości kamery, w tym m.in. imitację teleobiektywów do pokazywania dzikich zwierząt z dystansu. Żeby całość prezentowała się odpowiednio doniośle inspirowano się badaniami koncepcyjnymi artysty Hansa Bachera oraz malarzy Charlesa Mariona Russella, Frederica Sackridera Remingtona i Maxfielda Parrisha. Dzięki tym inspiracjom w Królu lwie zastosowano chociażby efekty flary, mające poniekąd zrealizować optującego za realizmem Scribnera. Dyrektor artystyczny Andy Gaskill chciał, żeby film charakteryzował się rozmachem i skalą porównywalną chociażby z Lawrence’em z Arabii (1962). Jak wyjaśnił, „widzowie mieli poczuć ogrom sawanny oraz kurz i wiatr kołyszące trawą”, zauważając jednocześnie, że „niezwykle trudne jest uchwycenie tak subtelnych rzeczy jak wschód słońca albo krople deszczu marszczące taflę sadzawki”. W tym względzie inspirowano się m.in. twórczością Johna Forda. Ponieważ postacie w Królu lwie nie są antropomorficzne, animatorzy musieli nauczyć się rysować czworonożne zwierzęta przejawiające ludzkie cechy, co skutkowało koniecznością stworzenia dłuższych ujęć, bez których niemożliwa byłaby odpowiednia ekspozycja postaci.
Chociaż większość filmu narysowano ręcznie, w niektórych scenach wykorzystano animację komputerową, w dużej mierze wciąż stanowiącą wówczas nowinkę technologiczną. Przykładowo: na potrzeby sceny z galopującymi gnu stworzono raptem kilka trójwymiarowych modeli tych zwierząt, następnie powielono je do kilkuset sztuk, na które nałożono efekt imitujący odręczną animację i zastosowano technikę, dzięki której poruszały się w sposób losowy, naśladując nieprzewidywalne zachowanie stada. Zrealizowanie dwuipółminutowej sceny galopujących gnu zajęło ponad dwa lata zespołowi, w skład którego wchodziło pięciu doświadczonych animatorów i techników. Do zasymulowania efektów jazdy, oświetlenia czy efektów cząsteczkowych wykorzystano technikę Computer Animation Production System (CAPS).

## Muzyka
Napisanie piosenek do Króla lwa zaproponowano tekściarzowi Timowi Rice’owi, wcześniej współpracującemu z kompozytorem Alanem Menkenem przy Aladynie. Warunkiem Rice’a było zaangażowanie Menkena, ale kiedy okazało się, że ten ma inne zobowiązania zawodowe, producenci zaakceptowali zasugerowanego przez Rice’a Eltona Johna. Pierwotnie Rice zabiegał o Benny’ego Anderssona z ABB-y, jednak ten – pracujący wówczas nad musicalem Kristina från Duvemåla – nie mógł zaangażować się w projekt. John wyraził zainteresowanie napisaniem „na wskroś popowych piosenek, które pokochają dzieciaki, ale i dorośli będą czerpać z nich tyle samo radochy”, jako wzór wskazując Księgę dżungli, w której – jego zdaniem – „muzyka była tak fajna, że przemawiała zarówno do dzieci, jak i rodziców”. Rice i John napisali na potrzeby Króla lwa pięć piosenek („Krąg życia”, „Strasznie już być tym królem chcę”, „Przyjdzie czas”, „Hakuna matata”, „Pieśń o miłości”), z czego ta ostatnia – w oryginalnej wersji zatytułowanej „Can You Feel the Love Tonight” – śpiewana i zagrana przez Johna na fortepianie towarzyszy napisom końcowym. W 2003, z okazji premiery Króla lwa na DVD i w Imaksach, zmontowano nową wersję, do której dodano piosenkę „Poranny raport” – odrzuconą podczas prac nad pierwowzorem, ale w międzyczasie wykorzystywaną w broadwayowskim musicalu. Muzykę skomponował Hans Zimmer, którego zatrudniono, ponieważ wcześniej pracował już przy przy filmach osadzonych w Afryce – Świecie na uboczu (1988) i Zewie wolności (1992). Ścieżkę dźwiękową uzupełniono o tradycyjne afrykańskie motywy i chór zaaranżowany przez Leba M. W aranżowaniu i orkiestrowaniu muzyki Zimmerowi pomagali jego współpracownicy, Mark Mancina i Jay Rifkin.
Album Król lew: Oryginalna muzyka filmowa (ang. The Lion King: Original Motion Picture Soundtrack), zawierający piosenki i wybrane utwory instrumentalne z filmu, wydano 27 kwietnia 1994 nakładem Walt Disney Records. Wydawnictwo zajęło czwarte miejsce w końcoworocznym zestawieniu Billboard 200 dla najlepiej sprzedających się albumów i pierwsze w kategorii muzyki filmowej, do grudnia 2024 pozostał też jedyną ścieżką dźwiękową do filmu Disneya nagrodzoną przez Recording Industry Association of America diamentową płytą (dziesięciokrotna platyna). W Polsce ścieżka dźwiękowa, wydana w 1994 przez BMG Ariola Poland, otrzymała status złotej płyty. Pełny album z samą muzyką instrumentalną Zimmera ukazał się dopiero w 2014, z okazji dwudziestolecia Króla lwa. Film zainspirował także mające premierę w 1995 wydawnictwo Rhythm of the Pride Lands, na którym znalazło się osiem piosenek napisanych przez Zimmera, Mancinę i Leba M.
Wykorzystanie piosenki „The Lion Sleeps Tonight”, którą w filmie śpiewają Timon i Pumba, doprowadziło do sporu prawnego pomiędzy Disneyem a spadkobiercami południowoamerykańskiego muzyka Solomona Lindy autora wydanego w 1939 pierwowzoru zatytułowanego „Mbube”. W lutym 2006 rodzina Lindy doszła do porozumienia z będącą właścicielem praw do piosenki wytwórnią Abilene Music, która udzieliła licencji na wykorzystanie jej w filmie, zawierając niejawną ugodę opiewającą na nieznaną kwotę.

## Marketing
Disney zdecydował, żeby jako pierwszy zwiastun Króla lwa zaprezentować całą otwierającą film sekwencję, dla której tłem był „Krąg życia”. Według Dicka Cooka, ówczesnego prezesa Buena Vista Pictures Distribution, na taki krok zdecydowano się, ponieważ „wszystkich [nas] urzekły piękno i majestat tej sceny i byliśmy przekonani, że to prawdopodobnie najlepsze cztery minuty filmu, jakie w życiu widzieliśmy”. Według Hahna „Krąg życia” świetnie sprawdzał się w formie zapowiedzi, jako że „zaczyna się z przytupem, jest świetny i ma mocne zakończenie”. Zwiastun zaczęto wyświetlać w kinach w listopadzie 1993; Disney udostępniał go w pakiecie z zapowiedziami Trzech muszkieterów (1993) i Zakonnicy w przebraniu II: Powrotu do habitu (1993). W momencie premiery zapowiedzi Król lew był ukończony dopiero w jednej trzeciej. Odzew widzów na zwiastun był tak entuzjastyczny, że Hahn początkowo miał obawy, czy finalna wersja filmu zdoła spełnić ich oczekiwania. Przed premierą Disney zorganizował jedenaście pokazów testowych.
W momencie premiery w Stanach Zjednoczonych filmowi towarzyszyła zakrojona na szeroką skalę kampania marketingowa, w ramach której Disney nawiązał współpracę m.in. z Burger Kingiem, Mattelem, Kodakiem czy Nestlé, co przełożyło się na dostępność na rynku blisko stu osiemdziesięciu sześciu licencjonowanych gadżetów z Króla lwa. W maju 1994 Marvel Comics wydał dwu-częściową adaptację komiksową. Za scenariusz odpowiadała Bobbi J.G. Weiss, a rysunki Sparky Moore . W 1994 Disney zarobił na produktach związanych z filmem około miliarda dolarów, z czego dwieście czternaście milionów pochodziło ze sprzedaży zabawek w okresie okołobożonarodzeniowym.
W czerwcu 1994 w parku rozrywki Disneyland odbyła się parada The Lion King Celebration. Zamiast wiernego odwzorowania scen z film, co często miało miejsce w innych paradach Disneylandu, projekt The Lion King Celebration silnie nawiązywał do tradycyjnej afrykańskiej sztuki, z wykorzystaniem żywych kolorów, tradycyjnych wzorów oraz choreografii opartych na afrykańskich tańcach ludowych. The Lion King Celebration była także pierwszą paradą w Disneylandzie, w której zastosowano technologię animatroniczną, a także nową technikę nazwaną „Puppetronics” – używaną do tworzenia dużych, realistycznych kukieł zwierząt na platformach. Dzięki Puppetronics, animatroniczne zwierzęta były kontrolowane przez lalkarzy, ale jednocześnie zachowywały złożone, płynne ruchy, co sprawiało, że ich występy były bardziej realistyczne. The Lion King Celebration odbywała się regularnie w Disneylandzie do czerwca 1997 roku.

## Dystrybucja

### Kinowa
Światowa premiera filmu z udziałem twórców, aktorów głosowych i zaproszonych gości odbyła się 12 czerwca 1994 w kinie El Capitan w Los Angeles. Trzy dni później w dwóch kinach w Los Angeles i Nowym Jorku zorganizowano specjalne pokazy przedpremierowe z atrakcjami na żywo. Do ogólnokrajowej dystrybucji w 2550 kinach trafił 24 czerwca. Ze względu na zastosowanie w Królu lwie będącego wówczas nowością cyfrowego dźwięku wielokanałowego, wiele kin przed premierą filmu zmodernizowało systemy nagłośnienia, żeby obsłużyć nowy format opracowany przez Dolby Laboratories. W Polsce film trafił do kin 18 listopada 1994, a jego dystrybutorem była Syrena Entertainment Group.
Film zadedykowano Frankowi Wellsowi, prezesowi i dyrektorowi operacyjnemu The Walt Disney Company w latach 1984–1994, który zginął w wypadku helikoptera dwa miesiące przed premierą Króla lwa.

### Lokalizacje
W 1994 roku opracowano dwadzieścia osiem wersji językowych filmu, w tym dubbing zuluski przeznaczony na rynek południowoafrykański. Specjalnie na jego potrzeby Disney zorganizował casting, żeby znaleźć aktorów głosowych posługujących się tym językiem. Był to nie tylko pierwszy film zdubbingowany przez wytwórnię na zulu, ale także pierwszy, na potrzeby którego opracowano dubbing w innym języku używanym w Afryce niż arabski. Wersja w zulu, zatytułowana Inkosi ubhubesi, trafiła do kin w Afryce Południowej 23 listopada 1994.
Król lew był także pierwszym filmem, do którego Disney opracował dubbing w języku kraju lub regionu, w którym rozgrywa się jego akcja. Ze względu na popularność zuluskiej wersji w późniejszych latach wytwórnia sporadycznie kontynuowała tę praktykę. W 2016 Vaianę: Skarb oceanu zdubbingowano na tahitański, rok później na māori, a w 2018 na hawajski, z kolei w 2019 Kraina lodu II doczekała się opracowania północnosaamskiego. Do 2022 opracowano łącznie czterdzieści pięć wersji językowych filmu. W październiku 2022 na platformie strumieniowej Disney+ udostępniono zuluski dubbing Króla lwa, Vaianę w māori oraz specjalną wersję Bambiego w arapaho. W 2021, po ogromnym sukcesie maoryskiej wersji Vaiany, Disney zapowiedział opracowanie w tym języku dubbingu do Króla lwa. Film w takiej wersji trafił do kin 23 czerwca 2022, z okazji święta Matariki, a większość odpowiedzialnego za nią zespołu z firmy produkcyjnej Matewa Media – w tym producentka Chelsea Winstanley, reżyser Tweedie Waititi i kierownik muzyczny Rob Ruha – pracowała wcześniej nad maoryskim dubbingiem Vaiany. The Lion King Reo Māori jest pierwszą wersją językową filmu, w której przetłumaczono towarzyszącą napisom końcowym „Can You Feel the Love Tonight” – we wszystkich innych dubbingach pozostawiono oryginalną wersję piosenki w wykonaniu Eltona Johna.
Polską wersję Króla lwa zrealizowano w Studiu Opracowań Filmów w Warszawie. Wyreżyserowała ją Maria Piotrowska, w pierwszej połowie lat 90. oceniana przez Disneya jako reżyser dubbingu najczęściej dobierająca głosy najbardziej zbliżone do oryginalnych. Dialogi napisała Krystyna Skibińska-Subocz, a polskie teksty większości piosenek Filip Łobodziński; wyjątek stanowił „Krąg życia” z tekstem Marcina Sosnowskiego.

### Wznowienia

#### Kina Imax
25 grudnia 2002 film trafił do Imaksów w Stanach Zjednoczonych. Hahn uzasadnił decyzję ponownego wprowadzenia Króla lwa na ekrany stwierdzając, że po ośmiu latach od premiery na film „czeka całkiem nowe pokolenie dzieciaków, które nigdy wcześniej go nie widziały, zwłaszcza na wielkim ekranie”. Ponieważ już na etapie produkcji stworzono cyfrową kopię filmu, przygotowanie wersji dla Imaksów nie nastręczało wytwórni większych trudności, a jednocześnie pozwoliło poprawić wiele scen i wyeliminować niedociągnięcia pierwowzoru. Na potrzeby tej wersji naniesiono jednak także szereg poprawek, np. na nowo narysowano krokodyle w scenie ze „Strasznie już być tym królem chcę”, a także przemiksowano dźwięk, co miało – według Hahna – pozwolić widzom „poczuć się, jakby byli w samym środku filmu”. W pierwszy weekend, podczas którego film wyświetlano w sześćdziesięciu sześciu Imaksach, zarobił on 2,7 mln USD. Z tej sieci kin wycofano go 30 maja 2003, a łącznie na pokazach w niej wygenerował przychód w wysokości 15,7 mln USD. W Polskich Imaksach Króla lwa wyświetlano od 17 stycznia 2003.

#### Król lew 3D
W 2011 zorganizowano ograniczoną do dwóch tygodni kinową dystrybucję filmu przekonwertowanego do wersji trójwymiarowej, po zakończeniu której wydano go na nośniku Blu-ray 3D. W USA 16 września 2011 Król lew 3D zadebiutował na pierwszym miejscu tamtejszego box office’u, zarabiając 8,9 mln USD, premierowy weekend kończąc z przychodami w wysokości 30,2 mln USD. Król lew został tym samym pierwszą od czasu Powrotu Jedi (1983; wznowienie w marcu 1997) reedycją filmu, która zajęła najwyższe miejsce w amerykańskim box offisie, a zarazem czwartym najlepszym w historii filmem mającym premierę we wrześniu. Produkcja osiągnęła dobry wynik także w drugim tygodniu, ponownie zajmując pierwsze miejsce i przy zaledwie dwudziestosiedmioprocentowym spadku oglądalności zarabiając 21,9 mln USD. Tym samym film nie spełnił przewidywań ekspertów branżowych, którzy prognozowali, że spadek oglądalności wyniesie około pięćdziesięciu procent, a pierwsze miejsce zajmie Moneyball (2011). W Polsce Króla lwa 3D, wprowadzonego do kin 26 sierpnia 2011 przez Forum Film Poland, obejrzało ponad 200 tys. widzów.
Wobec kasowego sukcesu trójwymiarowej wersji wiele kin postanowiło wyświetlać ją po upływie dwóch tygodni, po których do sprzedaży trafiło wydanie Blu-ray. W Ameryce Północnej ostatnie seanse odbyły się 12 stycznia 2012, a do tego czasu reedycja zarobiła na tamtejszym rynku 94,2 mln USD. W związku z popularnością Króla lwa 3D Disney i Pixar postanowiły opracować także trójwymiarowe wersje Pięknej i Bestii, Gdzie jest Nemo? (2003), Potworów i spółki (2001) oraz Małej syrenki (1989), ale ponieważ żadna z nich nie powtórzyła sukcesu Króla lwa, ostatecznie porzucono prace nad Małą syrenką 3D. W 2012 Ray Subers z Box Office Mojo stwierdził, że Król lew 3D odniósł sukces, ponieważ „pomysł reedycji filmu w trójwymiarze był wówczas świeży, a dodatkowo świetnie zgrał się w czasie ze zbliżającą się premierą wydania 3D Blu-ray”, a w przypadku pozostałych filmów „zniknął efekt świeżości”.

#### Wznowienia rocznicowe
W ramach obchodów stulecia wytwórni Disneya, od 29 września do 12 października 2023 Króla lwa wyświetlano w wybranych kinach amerykańskiej sieci Cinemark Theatres, a w Polsce 8 października 2023 w Heliosach. 12 czerwca 2024, w trzydziestą rocznicę premiery filmu, ponownie wprowadzono do dystrybucji w 1330 amerykańskich kin; w premierowy weekend zarobił wówczas 1,08 mln USD.

### Rynek kina domowego
W Stanach Zjednoczonych Króla lewa na wideokasetach i laserdiscu wydano 3 marca 1995 w ramach serii wydawniczej Disneya „Masterpiece Collection”. Na kasetach nagrano dodatkowo zapowiedź Pocahontas w postaci teledysku do „Kolorowego wiatru”. Na obu nośnikach wydano także wersję deluxe: w wydaniu kasetowym znalazły się w niej litografie z Rafikim i Simbą oraz grafikami koncepcyjnymi, okolicznościowy epigraf „Kręgu życia”, dodatkowa kaseta z półgodzinnym dokumentem The Making of The Lion King oraz certyfikat potwierdzający oryginalność. Wydanie laserdiscowe poza litografiami i dokumentem zawierało także scenorysy, grafiki koncepcyjne postaci, surowe wersje animacji oraz komentarz reżyserski, a całość wydano na czterech dwuwarstwowych dyskach. Wersja wideokasetowa szybko stała się najpopularniejszym w historii USA filmem wydanym na tym nośniku: pierwszego dnia rozeszła się w czteroipółmilionowym nakładzie, a do 1997 – kiedy zaprzestano produkcję nowych kopii – w ponad 30 mln. W Ameryce Północnej sprzedano łącznie 32 mln wideokaset z Królem lwem, co przełożyło się na zyski w wysokości ok. 520 mln USD. Dodatkowe 23 mln sprzedano na pozostałych rynkach, wskutek czego do sierpnia 1997 na całym świecie wydanie znalazło ponad 55 mln nabywców, czyniąc z Króla lwa najlepiej sprzedający się w dziejach film wydany na wideokasetach.
W październiku 2003 film – pod tytułem Król lew: Wydanie specjalne (ang. The Lion King: Platinum Edition) – po raz pierwszy wydano na DVD. Na pierwszym dysku zamieszczono dwie wersje filmu – odnowioną na potrzeby Imaksów oraz jej przerobioną wersję bez nowej piosenki, imitującą oryginał z 1994. Było to jedno z pierwszych wydań DVD filmu Disneya, w którym poza oryginalną ścieżką Dolby 5.1 udostępniono także wersję z dźwiękiem Disney Enhanced Home Theater Mix. Na drugiej płycie znalazły się dodatki, w tym m.in. kilka minigier, takich jak Wirtualne safari Timona i Pumby, sceny usunięte i teledyski. Wydanie specjalne wydano także w wersji kolekcjonerskiej, która poza płytami zawierała pięć litografii z bohaterami filmu i wprowadzającą do niego książeczkę zatytułowaną The Journey. Na rynku północnoamerykańskim pierwszego dnia sprzedano ponad dwa miliony egzemplarzy. W Polsce Wydanie specjalne, dystrybuowane przez Imperial Entertainment, trafiło do sprzedaży 17 października 2003. Na jego potrzeby nagrano nową wersję „Kręgu życia” – wcześniejszą, wykonywaną przez Joannę Dark do słów Sosnowskiego, zastąpiono tekstem Łobodzińskiego śpiewanym przez Beatę Bednarz. 6 grudnia 2004 do sprzedaży trafił zestaw trzech części Króla lwa w dwudyskowych wydaniach specjalnych. Wydania DVD sprzedały się na całym świecie w ponad 11,9 mln egzemplarzy, zarabiając 220 mln USD. 
4 października 2011 Walt Disney Studios Home Entertainment po raz pierwszy wydało Króla lwa na Blu-rayu i Blu-rayu 3D. Początkowo do sprzedaży trafiły trzy wersje: dwudyskowe wydanie zawierające nośniki Blu-ray i DVD; czteropłytowe zawierające Blu-ray, DVD, Blu-ray 3D i wersję cyfrową; oraz ośmiodyskowe, w którym znalazły się dodatkowe płyty z Królem lwem II: Czasem Simby (1998) i Królem lwem 3: Hakuna matata (2004). Tuż po premierze wydawnictwo zajęło pierwsze miejsce na liście najchętniej kupowanych filmów na Blu-rayu, sprzedając się w ponadpółtoramilionowym nakładzie; łącznie wydanie znalazło ponad 3,8 mln nabywców, generując 101,1 mln USD przychodu 3 grudnia 2018 do sprzedaży trafiło wydanie Ultra HD Blu-ray, a w dystrybucji cyfrowej pojawiła się wersja w rozdzielczości 4K.

## Odbiór

### Box office
Do grudnia 2024 Król lew wygenerował na całym świecie przychody w wysokości 981,7 mln USD, z czego 424,9 mln pochodziło z rynku amerykańskiego i kanadyjskiego. W 1994 zarobił 763,5 mln USD, stając się najbardziej dochodową animacją w dziejach, najbardziej dochodowym filmem Walt Disney Animation Studios, najbardziej dochodowym filmem 1994 roku oraz drugim – po Jurassic Parku (1993) – najbardziej dochodowym filmem w historii, utrzymując tę pozycję do 1996, kiedy to zdeklasował go Dzień Niepodległości. W Stanach Zjednoczonych uplasował się na piątym miejscu zestawienia najbardziej dochodowych filmów lat 90. XX wieku – poza dwoma wymienionymi, wyższe wyniki osiągnęły tylko Forrest Gump (1994), Titanic (1997) i Gwiezdne wojny: część I – Mroczne widmo (1999).
Król lew pozostawał najbardziej dochodową animacją (zarówno w Ameryce Północnej, jak i na całym świecie) do 2003 i premiery Gdzie jest Nemo? W 2011, po doliczeniu zysków z dystrybucji Króla lwa 3D, powrócił na drugie – za Toy Story 3 (2010) – miejsce listy najbardziej kasowych filmów animowanych w USA; ostatecznie stracił tę lokatę, m.in. na rzecz swojego remake’u, pozostał jednak najbardziej dochodową w historii animacją opracowaną techniką tradycyjną oraz animacją, którą obejrzała największa liczba widzów. W latach 1993–2003 i 2011–2019 był też najlepiej zarabiającym (bez uwzględnienia inflacji) w Stanach Zjednoczonych filmem z kategorią wiekową G; w grudniu 2024 w zestawieniu tym zajmował drugie miejsce, za Toy Story 4 (2019).
W pierwszym tygodniu wyświetlania w polskich kinach Króla lwa obejrzało ok. 180 tys. widzów. Chociaż w Polsce miał premierę dopiero w listopadzie, do końca 1994 obejrzało go ponad 2,7 mln osób, dzięki czemu został najchętniej oglądanym filmem tamtego roku, wyprzedzając m.in. Flintstone’ów (1,7 mln) i Forresta Gumpa (1,1 mln). Po doliczeniu wznowień, do grudnia 2024 całkowita widownia przekroczyła 2,9 mln widzów, a Król lew pozostawał trzecią – za Shrekiem 2 i Shrekiem Trzecim (po 3,3 mln) – najpopularniejszą w historii polskiego box office’u animacją oraz szesnastym filmem z największą liczbą widzów po 1989 roku.

#### Pierwsza dystrybucja
Podczas ograniczonej dystrybucji w dwóch kinach Król lew zarobił 1,6 mln USD, zajmując dziesiąte miejsce w amerykańskim box offisie. Pobił wówczas rekord największego dochodu wygenerowanego w weekend na pojedynczym ekranie (ok. 793,3 tys. USD) oraz najlepszego otwarcia filmu wyświetlanego na mniej niż pięćdziesięciu ekranach, ustanowiony w 1977 na przez Gwiezdne wojny (czterdzieści trzy ekrany). Po dziesięciu dniach ograniczonej dystrybucji zarobił blisko 3,8 mln USD.
Zyski ze sprzedaży biletów w pierwszy weekend dystrybucji ogólnokrajowej wyniosły 40,9 mln USD, co przełożyło się na czwarty najlepszy wynik otwarcia w historii i najwyższy dla filmu Disneya. Król lew zadebiutował na pierwszym miejscu zestawienia box office’u, deklasując poprzedniego lidera (Wilka) oraz Speed: Niebezpieczną prędkość i Wyatta Earpa i pokonując wynik Flintstone’ów (37,2 mln USD) dla najlepszego otwarcia 1994 roku. Znalazł się także na trzecim miejscu listy filmów z największymi dochodami z premierowego weekendu – za Jurassic Parkiem i Powrotem Batmana (1992). Przez pięć lat, do czasu premiery Toy Story 2 (1999), utrzymywał rekord dla najlepszego otwarcia filmu animowanego. W drugim tygodniu wyświetlania zarobił 34,2 mln USD, deklasując debiutujące wówczas filmy: Cień, Eksplozja i Kocham kłopoty. W następnych dwóch tygodniach zajmował drugie miejsce – za Forrestem Gumpem w trzecim i Prawdziwymi kłamstwami w czwartym.
We wrześniu 1994 Disney zdecydował się wycofać film z amerykańskich kin, żeby wprowadzić go ponownie do dystrybucji w okolicach Dnia Dziękczynienia, mając nadzieję skorzystać na wolnym wówczas od pracy okresie. Do tamtej pory Król lew zarobił w Stanach Zjednoczonych 267 mln USD. W pierwszy weekend po wznowieniu w listopadzie 1994 wygenerował dodatkowe 5,5 mln USD przychodu, zajmując czwarte miejsce w box offisie – za Star Trekiem: Pokoleniami, Wywiadem z wampirem i Śniętym Mikołajem Do marca 1995 zarobił łącznie 312,9 mln USD, stając się tymczasowo najbardziej dochodowym filmem 1994 w USA i Kanadzie, następnie zaś prześcignął go Forrest Gump. Według szacunków serwisu Box Office Mojo podczas pierwszej dystrybucji w samych Stanach Zjednoczonych film obejrzało ponad 74 mln osób, a po uwzględnieniu inflacji na 2022 zarobił 835,3 mln USD, plasując się na dwudziestym miejscu najbardziej dochodowych filmów w historii.
Poza Stanami Zjednoczonymi film podczas pierwszej dystrybucji zarobił 455,8 mln USD, a wraz z USA łącznie 763,5 mln USD. Król lew pobił wówczas rekord najlepszego otwarcia Szwecji i Danii, był także pierwszą w historii polskiego box office’u animacją, która w zestawieniu końcoworocznym zdeklasowała filmy aktorskie pod względem całkowitej liczby widzów.

### Ze strony recenzentów
W agregatorze recenzji Rotten Tomatoes Króla lwa pozytywnie oceniło 93% spośród 176 recenzentów, a średnia jego ocen wynosi 8,5/10. W podsumowaniu stwierdzono: „Król lew – wzruszający, drobiazgowo narysowany i pięknie animowany – zajmuje dumne miejsce w panteonie klasycznych filmów familijnych Disneya”. Sklasyfikowany został także na 56. miejscu zestawienia stu najlepszych filmów animowanych. W stosującym średnią ważoną agregatorze Metacritic uzyskał ocenę 88/100 na podstawie trzydziestu recenzji. Widzowie ankietowani przez CinemaScore przyznali mu ocenę A+ w skali od A+ (najlepsza) do F (najgorsza).
Roger Ebert z „Chicago Sun-Times” ocenił Króla lwa na , uznając go za „znakomicie narysowany film animowany” i stwierdzając: „Opowieść o Simbie – której korzenie sięgają głęboko do greckich tragedii i Hamleta – jest doświadczeniem tyle pouczającym, co zapewniającym rozrywkę”. W programie telewizyjnym Siskel & Ebert prowadzący także wyrazili się pozytywnie na temat filmu, uznając go jednak za gorszy niż wcześniejsze produkcje Disneya. Chociaż Ebert i Gene Siskel dali Królowi lwu „kciuk w górę”, Siskel stwierdził, że jest on „filmem dobrym, ale nie świetnym” i że bardziej podobała mu się Piękna i Bestia. Hal Hinson z „The Washington Post” uznał Króla lwa za „niemal onieśmielające osiągnięcie” i dodał, że jest „spektakularny w sposób niemal powszechny dla wszystkich pełnometrażowych animacji Disneya”. W podsumowaniu recenzji stwierdził jednak: „Z tonem typowym dla Shakespeare’a i epickim rozmachem wydaje się filmem odpowiednim bardziej dla dorosłych niż dla dzieci. Ale bogiem a prawdą, nawet dla dorosłych może okazać się do przesady dziwny”.
Owen Gleiberman w pozytywnej recenzji dla „Entertainment Weekly” stwierdził, że Król lew „ma potencjał, żeby stać się nie tylko świetną kreskówką, ale też emocjonalnie poruszającym filmem”. Peter Travers z „Rolling Stone” także chwalił film, uznając go za „dające mnóstwo rozrywki połączenie muzyki, zabawy i dreszczyku, w którym nie brakuje też emocji”. James Berardinelli z Reelviews.net napisał: „Z każdym nowym filmem Disney wydaje się trochę poszerzać swój i tak już rozległy horyzont. Król lew jest najbardziej dojrzałym (w więcej niż jednym sensie) filmem spośród nich wszystkich, a twórcy bez wątpienia podjęli wysiłki, żeby zadowolić i dorosłych, i dzieci. Na szczęście dla tych, którzy z reguły unikają »bajek«, wysiłki te się opłaciły”.
Część recenzentów zwróciła uwagę na niedomagające niekiedy scenariusz i narrację. Kenneth Turan z „Los Angeles Times” stwierdził, że film „nie zachwyca tak, jak jego powszechnie uwielbiani poprzednicy i jest też pierwszym, którego główny wątek fabularny interesuje mniej niż fascynujące postacie drugoplanowe”. Autor recenzji dla „TV Guide” uznał, że chociaż pod względem technicznym Król lew jest filmem udanym, to „zapewnia piosenki, które zapadają w pamięć mniej niż te ze wcześniejszych filmów, oraz sklecone naprędce, nie dające satysfakcji dramatyczne zakończenie”. Według Terrence’a Rafferty’ego z „The New Yorkera” scenariusz „manipuluje reakcjami widza wedle własnego uznania”, a „trauma płynnie przeplata się z banalnymi piosenkami i głupimi, krzykliwymi scenkami komediowymi”.

### Nagrody i nominacje
| Lista nagród i nominacji                                         | Lista nagród i nominacji                                                 | Lista nagród i nominacji                                                  | Lista nagród i nominacji |
| Nagroda                                                          | Kategoria                                                                | Nominowani                                                                | Wynik                    |
| ---------------------------------------------------------------- | ------------------------------------------------------------------------ | ------------------------------------------------------------------------- | ------------------------ |
| Nagroda Amerykańskiej Akademii Filmowej                          | Najlepsza muzyka filmowa                                                 | Hans Zimmer                                                               | wygrana                  |
| Nagroda Amerykańskiej Akademii Filmowej                          | Najlepsza piosenka oryginalna                                            | „Can You Feel the Love Tonight” (John / Rice)                             | wygrana                  |
| Nagroda Amerykańskiej Akademii Filmowej                          | Najlepsza piosenka oryginalna                                            | „Krąg życia” (John / Rice)                                                | nominacja                |
| Nagroda Amerykańskiej Akademii Filmowej                          | Najlepsza piosenka oryginalna                                            | „Hakuna matata” (John / Rice)                                             | nominacja                |
| American Music Awards                                            | Najlepsza ścieżka dźwiękowa                                              | Król lew: Oryginalna muzyka filmowa                                       | wygrana                  |
| Annie                                                            | Najlepszy film animowany                                                 | Najlepszy film animowany                                                  | wygrana                  |
| Annie                                                            | Najlepszy wkład w scenariusz                                             | Brenda Chapman nadzór nad fabułą                                          | wygrana                  |
| Annie                                                            | Najlepsze kierownictwo produkcji                                         | Mark Henn (nadzór nad animacją młodego Simby)                             | nominacja                |
| Annie                                                            | Najlepsze kierownictwo produkcji                                         | Scott F. Johnston (nadzór nad grafiką komputerową)                        | nominacja                |
| Annie                                                            | Najlepsze kierownictwo produkcji                                         | Andy Gaskill (dyrektor artystyczny)                                       | nominacja                |
| Annie                                                            | Najlepszy aktor głosowy                                                  | Jeremy Irons                                                              | wygrana                  |
| Artios Awards                                                    | Najlepszy dobór obsady w animacji                                        | Brian Chavanne                                                            | wygrana                  |
| BAFTA Interactive Awards                                         | Najlepsze wydanie DVD                                                    | Najlepsze wydanie DVD                                                     | wygrana                  |
| Nagroda Brytyjskiej Akademii Filmowej                            | Najlepsza oryginalna muzyka filmowa                                      | Hans Zimmer                                                               | nominacja                |
| Nagroda Brytyjskiej Akademii Filmowej                            | Najlepszy dźwięk                                                         | Terry Porter, Mel Metcalfe, David J. Hudson, Doc Kane                     | nominacja                |
| Nagroda Stowarzyszenia Krytyków Filmowych z Chicago              | Najlepsza ścieżka dźwiękowa                                              | Hans Zimmer                                                               | wygrana                  |
| Cinema Audio Society Awards                                      | Najlepszy montaż dźwięku w filmie pełnometrażowym                        | Terry Porter, Mel Metcalfe, David J. Hudson, Doc Kane                     | nominacja                |
| Nagroda Stowarzyszenia Krytyków Filmowych z Dallas–Fort Worth    | Najlepszy film                                                           | Najlepszy film                                                            | nominacja                |
| Nagroda Stowarzyszenia Krytyków Filmowych z Dallas–Fort Worth    | Najlepszy film animowany                                                 | Najlepszy film animowany                                                  | wygrana                  |
| Złoty Glob                                                       | Najlepszy film – komedia lub musical                                     | Najlepszy film – komedia lub musical                                      | wygrana                  |
| Złoty Glob                                                       | Najlepsza oryginalna ścieżka dźwiękowa – film pełnometrażowy             | Hans Zimmer                                                               | wygrana                  |
| Złoty Glob                                                       | Najlepsza piosenka – film pełnometrażowy                                 | „Can You Feel the Love Tonight” (John / Rice)                             | wygrana                  |
| Złoty Glob                                                       | Najlepsza piosenka – film pełnometrażowy                                 | „Krąg życia” (John / Rice)                                                | nominacja                |
| Złota Szpula                                                     | Najlepszy montaż dźwięku w animacji                                      | Richard L. Anderson, Vince Caro, Doc Kane, Mark A. Mangini                | wygrana                  |
| Złota Szpula                                                     | Najlepszy montaż dźwięku – muzyka                                        | Dominick Certo, Adam Milo Smalley                                         | wygrana                  |
| Grammy                                                           | Piosenka roku                                                            | „Can You Feel the Love Tonight” – John / Rice                             | nominacja                |
| Grammy                                                           | Piosenka roku                                                            | „Krąg życia” – John / Rice                                                | nominacja                |
| Grammy                                                           | Najlepszy artysta popowy                                                 | „Can You Feel the Love Tonight” – Elton John                              | wygrana                  |
| Grammy                                                           | Najlepszy album muzyczny dla dzieci                                      | Król lew: Oryginalna muzyka filmowa                                       | wygrana                  |
| Grammy                                                           | Najlepszy album mówiony dla dzieci                                       | The Lion King Read-Along – Robert Guillaume                               | wygrana                  |
| Grammy                                                           | Najlepsza aranżacja instrumentalna z dodatkowym wokalem                  | „Krąg życia” – Hans Zimmer, Lebo Morake                                   | wygrana                  |
| Grammy                                                           | Najlepszy utwór instrumentalny do filmu lub serialu telewizyjnego        | Król lew – Hans Zimmer                                                    | nominacja                |
| Grammy                                                           | Najlepsza piosenka napisana na potrzeby produkcji telewizyjnej lub filmu | „Can You Feel the Love Tonight” – John / Rice                             | nominacja                |
| Grammy                                                           | Najlepsza piosenka napisana na potrzeby produkcji telewizyjnej lub filmu | „Krąg życia” – John / Rice                                                | nominacja                |
| Nagroda Międzynarodowego Stowarzyszenia Krytyków Muzyki Filmowej | Najlepsza reedycja nagranej wcześniej piosenki                           | Hans Zimmer, Elton John, Tim Rice, Randy Thornton, Lorelay Bové, Don Hahn | nominacja                |
| Nagroda Stowarzyszenia Krytyków Filmowych z Kansas City          | Najlepszy film animowany                                                 | Najlepszy film animowany                                                  | wygrana                  |
| Nagroda Stowarzyszenia Krytyków Filmowych z Los Angeles          | Najlepsza animacja                                                       | Roger Allers, Rob Minkoff                                                 | wygrana                  |
| MTV Movie Awards                                                 | Najlepszy złoczyńca                                                      | Jeremy Irons – Skaza                                                      | nominacja                |
| MTV Movie Awards                                                 | Najlepsza piosenka filmowa                                               | Elton John – „Can You Feel the Love Tonight”                              | nominacja                |
| National Film Preservation Board                                 | National Film Registry                                                   | National Film Registry                                                    | wygrana                  |
| Nickelodeon Kids' Choice Awards                                  | Ulubiony film                                                            | Ulubiony film                                                             | wygrana                  |
| Online Film & Television Association Awards                      | Hall of Fame: film                                                       | Hall of Fame: film                                                        | wygrana                  |
| Online Film & Television Association Awards                      | Hall of Fame: piosenka                                                   | „Krąg życia”                                                              | wygrana                  |
| Satelita (2003)                                                  | Najlepsze wydanie DVD produkcji dla dzieci                               | Najlepsze wydanie DVD produkcji dla dzieci                                | wygrana                  |
| Satelita (2011)                                                  | Najlepsze wydanie DVD produkcji dla dzieci                               | Najlepsze wydanie DVD produkcji dla dzieci                                | wygrana                  |
| Saturn (1994)                                                    | Najlepszy film fantastyczny                                              | Najlepszy film fantastyczny                                               | nominacja                |
| Saturn (1994)                                                    | Najlepszy występ młodego aktora                                          | Jonathan Taylor Thomas                                                    | nominacja                |
| Saturn (2003)                                                    | Najlepsze wydanie DVD filmu klasycznego                                  | Najlepsze wydanie DVD filmu klasycznego                                   | nominacja                |
| Nagrody Tureckiego Stowarzyszenia Krytyków Filmowych             | Najlepszy film zagraniczny                                               | Najlepszy film zagraniczny                                                | 16. miejsce              |
| Young Artist Awards                                              | Najlepszy film – komedia lub musical                                     | Najlepszy film – komedia lub musical                                      | wygrana                  |
| Young Artist Awards                                              | Najlepszy dubbing młodego aktora w serial lub w filmie                   | Jonathan Taylor Thomas                                                    | nominacja                |
| Young Artist Awards                                              | Najlepszy dubbing młodego aktora w serial lub w filmie                   | Jason Weaver                                                              | wygrana                  |
| Young Artist Awards                                              | Najlepszy dubbing młodej aktorki w serialu lub w filmie                  | Laura Williams                                                            | wygrana                  |

#### Inne wyróżnienia
W 2008 czasopismo „Empire” uznało Króla lwa za 319. najlepszy film wszech czasów, a „Time” w 2011 za jedną z dwudziestu pięciu najlepszych animacji w historii. W czerwcu 2018 Amerykański Instytut Filmowy uznał go z czwartą najlepszą animację wszech czasów, wcześniej umieszczając „Hakuna matata” na 99. miejscu listy stu najlepszych filmowych piosenek. W 2016 Biblioteka Kongresu Stanów Zjednoczonych wpisała Króla lwa do National Film Registry jako film budujący amerykańskie dziedzictwo kulturowe oraz „ważny ze względów kulturowych, historycznych lub estetycznych”.
Król lew został ujęty także w końcoworocznych zestawieniach najlepszych filmów 1994 przez redaktorów wielu amerykańskich czasopism, w tym m.in.:
- 2. miejsce – Douglas Armstrong, „The Milwaukee Journal”[224]
- 5. miejsce – Sandi Davis, „The Oklahoman”[225]
- 5. miejsce – Todd Anthony, „Miami New Times”[226]
- 6. miejsce – Stephen Hunter, „The Baltimore Sun”[227]
- 6. miejsce – Christopher Sheid, „The Munster Times”[228]
- 7. miejsce – Joan Vadeboncoeur, „Syracuse Herald American”[229]
- 7. miejsce – Dan Craft, „The Pantagraph”[230]
- 8. miejsce – Steve Persall, „St. Petersburg Times”[231]
- 8. miejsce – Desson Howe, „The Washington Post”[232]
- 10. miejsce – Mack Bates, „The Milwaukee Journal”[233]
- 10. miejsce – David Elliott, „The San Diego Union-Tribune”[234]
- najlepsza 7 (kolejność losowa) – Duane Dudek, „Milwaukee Sentinel”[235]
- najlepsza 9 (kolejność losowa) – Dan Webster, „The Spokesman-Review”[236]
- najlepsza 10 (kolejność alfabetyczna) – Matt Zoller Seitz, „Dallas Observer”[237]
- najlepsza 10 (kolejność alfabetyczna) – William Arnold, „Seattle Post-Intelligencer”[238]
- najlepsza 10 (kolejność alfabetyczna) – Mike Mayo, „The Roanoke Times”[239]
- najlepsza 10 (kolejność losowa) – Bob Carlton, „The Birmingham News”[240]
- „Najlepsza druga dziesiątka” (kolejność losowa) – Sean P. Means, „The Salt Lake Tribune”[241]
- wyróżnienia:
  - Michael MacCambridge, „Austin American-Statesman”[242]
  - Dennis King, „Tulsa World”[243]
  - Glenn Lovell, „San Jose Mercury News”[244]
  - John Hurley, „Staten Island Advance”[245]
  - Jeff Simon, „The Buffalo News”[246]

### Kontrowersje
Po premierze filmu kontrowersje wzbudziła scena, w której spod opadającego na ziemię Simby wzbierają kłębu kurzu mające układać się na niebie w słowo „sex”. Amerykański konserwatywny aktywista Donald Wildmon oskarżył Disneya o stosowanie wiadomości podprogowych mających zachęcać do rozwiązłości seksualnej. Animator Tom Sito wyjaśnił, że kurz układa się w skrótowiec „SFX”, oznaczający w branży filmowej efekty specjalne, i miał być niewinnym „podpisem” zespołu odpowiedzialnego za efekty specjalne do Króla lwa.
Biolodzy specjalizujący się w zagadnieniach związanych z hienami sprzeciwiali się sposobowi, w jaki przedstawiono te zwierzęta w filmie, aczkolwiek część ich zażaleń mogła mieć charakter ironiczny lub żartobliwy. Jeden z naukowców z Uniwersytetu Kalifornijskiego w Berkeley, który umożliwił obserwowanie trzymanych w niewoli hien animatorom, żeby mogli zapoznać się z ich zachowaniami, w jednym z artykułów na temat ochrony dziko żyjących hien nawoływał do bojkotu Króla lwa, a następnie żartował, że film „wyhamował starania mające na celu ochronę” tego gatunku. Król lew przyczynił się jednak do „wzrostu zainteresowania” hienami w filii uniwersytetu w Berkley. Film krytykowano także za sposób, w jaki przedstawiono kwestie rasowe i klasowe – według niektórych krytyków hieny reprezentują negatywne stereotypy na temat społeczności Afroamerykanów i Latynosów.

#### Oskarżenia o plagiatKimby, białego lwa
Jeszcze przed premierą Króla lwa zwrócono uwagę, że film nosi podobieństwa do japońskiego Kimby, białego lwa Osamu Tezuki – tak pod względem postaci, jak i niektórych wydarzeń. Ponieważ Tezuka i Kimba uznawani są w Japonii za ikony popkultury, premiera Króla lwa została oprotestowana przez część tamtejszego społeczeństwa. Grupa czterystu osiemdziesięciu ośmiu japońskich rysowników i animatorów, z Machiko Satonaką na czele, oskarżyła Disneya o plagiat i domagała się, żeby wytwórnia podpisała Tezukę jako pomysłodawcę filmu. Broderick, oglądający Kimbę w dzieciństwie, początkowo był przekonany, że udziela głosu w amerykańskiej adaptacji tej historii.
Allers stwierdził, że o istnieniu Kimby dowiedział się dopiero pod koniec prac nad Królem lwem i nie przypomina sobie, żeby podczas całego cyklu produkcyjnego ktokolwiek wspominał o anime. Pisarka Madhavi Sunder zasugerowała, że Allers – w latach 1983–1985 pracujący w Tokio nad Przygodami małego Nemo w krainie snów – mógł oglądać w japońskiej telewizji remake serialu Tezuki, jednak jego emisję rozpoczęto dopiero w 1989, cztery lata po wyjeździe Allersa z Japonii. Minkoff również stwierdził, że nie słyszał wcześniej o Kimbie i dodał, że w przypadku utworu osadzonego w Afryce, którego bohaterami są antropomorficzne zwierzęta, „nie jest niczym niezwykłym, że pojawiają się wśród nich pawian, ptak czy hieny”.
Takayuki Matsutani, prezes odpowiedzialnego za Kimbę Tezuka Productions, stwierdził w 1994 roku, że „wielu pracowników naszego studia widziało zapowiedź Króla lwa i po długich dyskusjach uznało, że kiedy bohaterami są zwierzęta, nie sposób uniknąć takich podobieństw”. Yoshihiro Shimizu zdementował, jakoby Disney miał zapłacić studiu za wyciszenie sprawy i stwierdził, że nigdy nie było ono zainteresowane wytaczaniem procesu sądowego, ponieważ Kimba i Król lew to „dwie zupełnie różne historie”. W późniejszym czasie dodał, że chociaż amerykańscy prawnicy namawiali studio do złożenia pozwu o plagiat, to nie zdecydowało się ono na taki krok, ponieważ Tezuka Production „jest małą firmą, a prawnicy pracujący dla Disneya są w pierwszej dwudziestce najlepszych na świecie”. Ani Tezuka Productions, ani spadkobiercy Tezuki nigdy nie złożyli pozwu przeciwko twórcom Króla lwa.
Fred Ladd, odpowiedzialny za pozyskiwanie dla NBC licencji na Kimbę i inne anime, wyraził niedowierzanie, że pracownicy Disneya nie byli świadomi istnienia japońskiego serialu. Według niego co najmniej jeden animator Króla lwa był zapalonym fanem Kimby, a jego współpracownicy mieli zapamiętać wygłaszane przez niego uwagi na ten temat. Animatorzy Sito i Mark Kausler przyznali, że jako dzieci oglądali Kimbę w telewizji. Sito stwierdził jednak, że twórcy „w żadnym stopniu” nie inspirowali się serialem, a Kausler wskazał, że główną inspiracją dla całego zespołu był wyprodukowany przez Disneya Bambi.
Kontrowersje wokół podobieństwa Króla lwa do Kimby sparodiowano w Simpsonach. W odcinku „Dookoła Springfield”, wyemitowanym premierowo 30 kwietnia 1995, Lisa Simpson widzi w obłoku ducha Mufasy mówiącego: „Musisz pomścić moją śmierć, Kimba... znaczy się, Simba”.

## Inne utwory

### Kontynuacje i spin-offy
W 1998 bezpośrednio na wideokasetach ukazał się Król lew II: Czas Simby, opowiadający o Kiarze, córce Simby i Nali, zakochującej się w Kovu – lwie wychowanym przez stado popleczników Skazy. W 2004 bezpośrednio na DVD wydano midquel Król lew 3: Hakuna matata przedstawiający losy Timona i Pumba zarówno przed wydarzeniami z pierwszego filmu, jak i w jego trakcie, ale z ich perspektywy. 
W 1995 w ramach bloku The Disney Afternoon rozpoczęto emisję serialu telewizyjnego Timon i Pumba, którego bohaterami byli tytułowi przyjaciele Simby. Łącznie zrealizowano trzy serie, a ostatni – osiemdziesiąty piąty – odcinek wyemitowano w 1999. Głosu Pumbie ponownie użyczył Ernie Sabella, a Timona poza Nathanem Lane’em dubbingowali także Quinton Flynn i Kevin Schon. W serialu okazjonalnie pojawiają się Simba, Rafiki, Zazu i hieny. Serial nie jest kanoniczny względem filmów i w przeciwieństwie do nich ma bardziej zbliżone humor i świat przedstawiony do kreskówek Texa Avery’ego. W 1995 powstała na rynek kinowy krótkometrażówka Stand by Me promująca serial.
W listopadzie 2015 na antenie Disney Channel zadebiutował serial Lwia Straż, którego protagonistą był Kion – kolejne dziecko Simby i Nali. Akcja serialu – za wyjątkiem dwóch ostatnich odcinków – rozgrywała się pomiędzy wydarzeniami z Króla lwa i Czasu Simby. Emisję zakończono w listopadzie 2019, po siedemdziesięciu czterech odcinkach podzielonych na trzy serie.

### Remake i jego kontynuacja
We wrześniu 2016, po krytycznym i komercyjnym sukcesie aktorskiej wersji Księgi dżungli, Walt Disney Pictures ogłosiło rozpoczęcie prac nad realizowanym przy pomocy fotorealistycznej animacji komputerowej remakiem Króla lwa, który także wyreżyseruje Jon Favreau. Produkcja rozpoczęła się w maju 2017, a film trafił do kin w czerwcu 2019. James Earl Jones i Wiktor Zborowski powrócili do roli Mufasy, a głosów innym bohaterom użyczyli m.in. Donald Glover / Marcin Januszkiewicz (Simba); Beyoncé / Zofia Nowakowska (Nala); Billy Eichner, Seth Rogen / Maciej Stuhr, Michał Piela (Timon i Pumba); John Oliver / Piotr Polk (Zazu) i Chiwetel Ejiofor / Artur Żmijewski (Skaza). Muzykę do remake’u ponownie skomponował Zimmer, a John na jego potrzeby przearanżował piosenki znane z oryginału.
W grudniu 2024 do kin trafił Mufasa: Król lew w reżyserii Barry’ego Jenkinsa. Film zrealizowano na wzór Ojca chrzestnego II (będącego zarówno kontynuacją Ojca chrzestnego, jak i jego prequelem) – fabuła rozgrywa się po wydarzeniach z Króla lwa z 2019, przeplatając się z opowieścią o młodości Mufasy. Chociaż pojawiają się w nim wątki z Czasu Simby, takie jak chociażby postać Kiary, to nie jest on jego remakiem.

### Gry komputerowe
W grudniu 1994 wydawnictwo Virgin Interactive wprowadziło na rynek trzy wersje bazującej na Królu lwie komputerowej gry platformowej o tym samym tytule. Główną, przeznaczoną na komputery osobiste i Amigę oraz konsole SNES i Sega Mega Drive/Genesis, opracowało Westwood Studios. Port na Game Boya stworzyło studio Dark Technologies, a na Master System i Game Geara – Syrox Developments. Pierwszy film i Król lew II zainspirowały opracowaną przez Torus Games grę platformową The Lion King: Simba’s Mighty Adventure (2000) na Game Boya Color i PlayStation. Dodatkowo w 1995 na komputery osobiste wydano Timon & Pumbaa’s Jungle Games – zbiór prostych gier logicznych i łamigłówek stworzony przez 7th Level, następnie przeportowany na SNES-a przez Tiertex.
W produkowanej przez Square Enix serii Kingdom Hearts Simba pojawia się jako przywoływana postać wspierająca protagonistę w walce, a także jako grywalna postać w Kingdom Hearts II (2005) na planszy „Pride Lands”, z grubsza odtwarzającej wydarzenia z pierwszego filmu. Świat z Króla lwa pojawia się jako jedna z map w przygodowej grze akcji Disney Universe (2011), a Simba w przeznaczonych na Nintendo DS Disney Friends (2008). W Disney Magic Kingdoms (2016) pojawiają się niektóre postacie z serii oraz również inspirowane nią budowle, które gracz może wznieść. Skaza i hieny stały się inspiracją dla Savanclaw Dorm z gry Disney Twisted-Wonderland (2020) wydanej na Androida i iOS.

### Musicale
Disney Theatrical Productions wyprodukowało musicalową adaptację Króla lwa w reżyserii Julie Taymor. Jej światowa premiera odbyła się w lipcu 1997 w Minneapolis, a od października tego samego roku wystawiano ją w New Amsterdam Theatre na Broadwayu. Wykorzystano w niej zarówno piosenki z filmu i albumu Rhythm of the Pride Lands, jak i nowe, napisane przez Johna i Rice’a specjalnie na potrzeby teatru. Nowe aranżacje utworów z udziałem orkiestry opracował Mancina. Żeby uhonorować afrykańskie dziedzictwo serii część piosenek i dialogów wykonywana jest w językach suahili, zulu, xhosa, sotho, tswana i kongo. Król lew stał się jedną z najpopularniejszych produkcji w historii Broadwayu i zdobył sześć nagród Tony, w tym dla najlepszego musicalu. W 2006 przeniesiono go do Minskoff Theatre, a z czasem został trzecim najdłużej wystawianym przedstawieniem w historii Broadwayu – za Upiorem w operze (od 1986) i Chicago (od 1996). Popularność musicalu przyczyniła się do opracowania jego lokalnych wersji przez teatry z innych krajów.

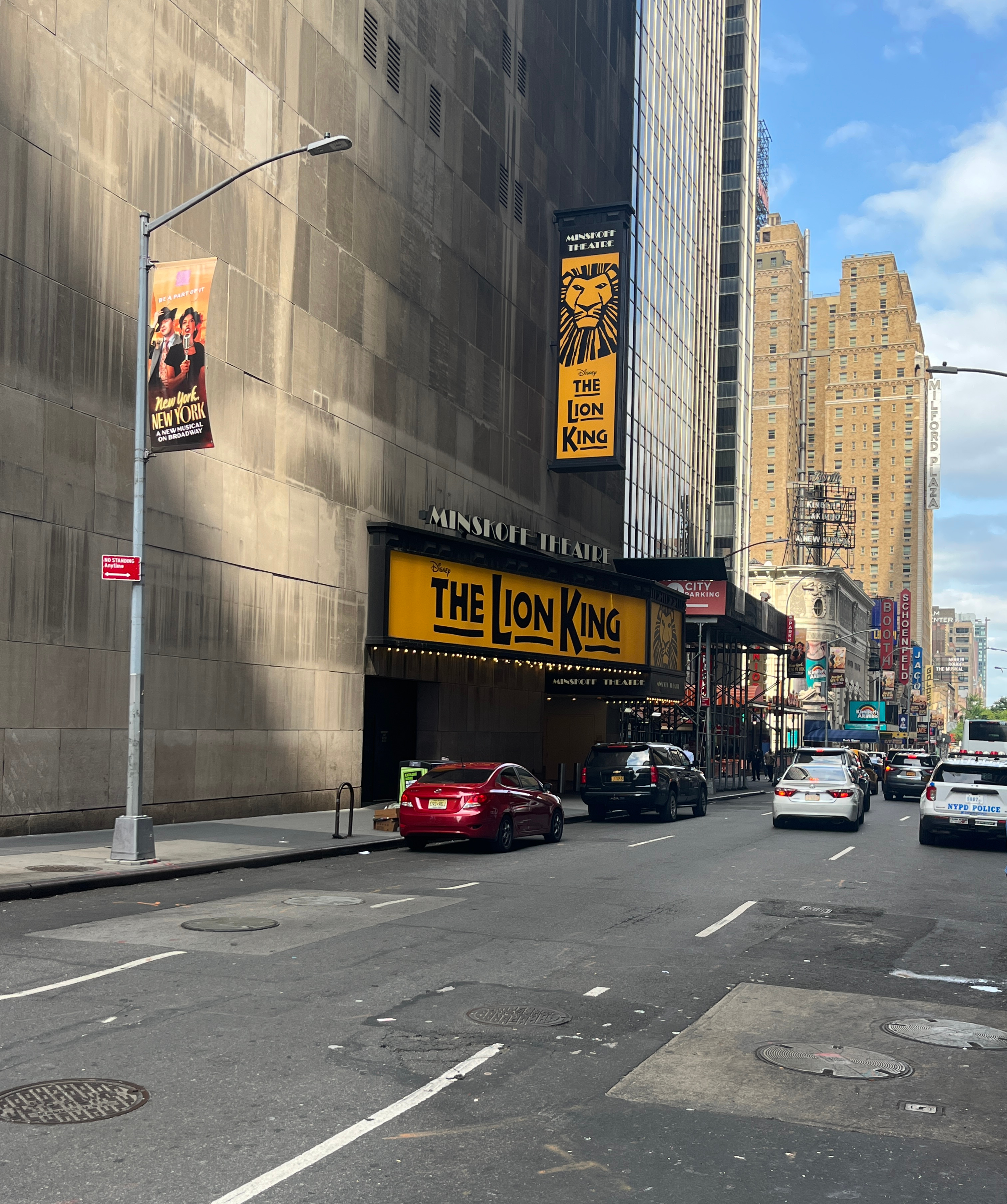
Reklama Króla lwa w Minskoff Theatre (2023).

W 2019 w parku rozrywki Disney California Adventure zaprezentowano plenerowe widowisko muzyczne Tale of the Lion King. Projektanci i choreografowie, tworząc ten spektakl, włączyli afrykańskie elementy wzornictwa, kostiumy oraz muzyczne interpretacje klasycznych utworów z filmu, a także style tańca takie jak Afro dance, house, step dance,  jazz-funk i taniec współczesny. Fragmenty dialogów i tekstów zostały opracowane w język suahili. W 2022 Tale of the Lion King został przeniesiony do teatru plenerowego Fantasyland Theatre w Disneylandzie, gdzie był wystawiany do 2024.
31 lipca 2020 na platformie Disney+ opublikowano film muzyczny Black is King inspirowany remakiem i stanowiący filmową wizualizację promującego go albumu Beyoncé The Lion King: The Gift. Film opowiada historię młodego afrykańskiego króla odbywającego „otwierającą oczy podróż przez zdradę, miłość i samoakceptację”, żeby odzyskać należny mu tron. Narracja prowadzona jest przez celebrytów pochodzenia afroamerykańskiego i afrykańskiego, m.in. Lupitę Nyong’o, Naomi Campbell, Jaya-Z, Kelly Rowland, Pharrella Williamsa, Tinę Knowles-Lawson, Aweng Ade-Chuol czy Adut Akech.

### Parki rozrywki
Na podstawie filmu opracowano dwie atrakcje przeznaczone dla parków rozrywki Disneya. Pierwsza, sztuka lalkowa „Legend of the Lion King”, dostępna w latach 1994–2002 w Walt Disney World Resort, przedstawiała historię z filmu z wykorzystaniem pełnowymiarowych kukieł postaci. Drugą, trzydziestominutowy pokaz sceniczny „Festival of the Lion King”, który także odtwarza wydarzenia z filmu, otwarto w kwietniu 1998 w Disney’s Animal Kingdom otwarto. Towarzyszyły mu zajęcia gimnastyczne w rytm piosenek z Króla lwa z udziałem animatronicznych kukieł Simby i Pumby oraz aktora w kostiumie Timona. We wrześniu 2005 atrakcję tę otwarto w hongkońskim Disneylandzie, a podobna tematycznie, nazwana jednak „The Legend of the Lion King”, była dostępna w latach 2004–2009 w Paryżu. „The Legend of the Lion King” powróciło w 2019 pod nową nazwą „The Lion King: Rhythms of the Pride Lands” jako część wydarzenia „The Lion King & Jungle Festival”.
W latach 1995–2018, w zastępstwie dokumentu Symbiosis (1982), był prezentowany dokument Circle of Life: An Environmental Fable (1995) w Epcot opowiadający o ochronie środowiska za pośrednictwem Simby.
Na lata 1998–2011 wersja audio-animatronicznego pokazu scenicznego „Walt Disney’s Enchanted Tiki Room” w Magic Kingdom została zmodyfikowana na „The Enchanted Tiki Room (Under New Management)” z udziałem Jago z Aladyna (1992) i Zazu.
Podczas konwentu D23 w sierpniu 2024 roku Disneyland Resort Paris ogłosił utworzenie strefy tematycznej opartej na Królu Lwie, w zachodniej części rozbudowy parku tematycznego Walt Disney Studios Park. Oczekuje się, że obszar ten będzie obejmował atrakcję typu log ride, a także sklep i restaurację.